# Nikola Grdenić
Nikola Grdenić (1901. – Zagreb, 11. travnja 1929.) bio je hrvatski nogometaš i nogometni reprezentativac.

### Reprezentativna karijera
Za nogometnu reprezentaciju Kraljevine Jugoslavije odigrao je jednu utakmicu.